# Hákon Arnar Haraldsson
Hákon Arnar Haraldsson (født 10. april 2003) er en islandsk professionel fodboldspiller, der spiller for den franske Ligue 1-klub LOSC Lille og det islandske landshold. Han har i perioden 2021-23 spillet for den danske superligaklub F.C. København som midtbanespiller og angriber. 

## Klubkarriere
IA
Hákon Haraldsson spillede som ungdomsspiller for den islandske klub ÍA. Han fik seniordebut som 15-årig den 26. februar 2019 i en 6–0 sejr i den islandske pokalturnering over Stjarnan.
F.C. København
I juni 2019 skiftede Hákon Haraldsson til F.C. Københavns akademi. Den 21. maj 2021 blev det offentliggjort, at han havde skrevet en ny kontrakt med FCK løbende til juni 2026. Han fik sin seniordebut for FCK den 29. juli 2021 i en 5–0 sejr i kvalifikationsturneringen til UEFA Europa Conference League over Torpedo-BelAZ Zhodino. Han debuterede i FCK's startopstilling den 1. november 2021, hvor han scorede målet til 2-0 i 3-0 sejren over Vejle BK.
Den 20. marts 2023 blev det offentliggjort, at Haraldsson havde forlænget kontrakten med FCK indtil sommeren 2027.
LOSC Lille
Den 17. juli 2023 blev det offentliggjort, at FCK havde solgt Haraldsson for et ikke nærmere angivet beløb. I den franske og danske sportspresse var transfersummen oplyst at være 12 mio. € plus bonusser for yderligere 5 mio. €. Haraldssons kontrakt med Lille løber til 2028.  

## Landsholdskarriere
Hákon Haraldsson har spillet en række kampe for de islandske ungdomslandshold. Han fik debut for det islandske U/21-landshold som 17-årig.
Haraldsson fik debut for det Islandske A-landshold som 19-årig, da han den 2. juni 2022 var i startopstillingen i en landskamp mod Israel.

## Privatliv
Hákon Haraldssons forældre Haraldur Ingólfsson og Jónína Víglundsdóttir er begge tidligere islandske landsholdsspillere. Broren Tryggvi Hrafn Haraldsson er også professionel fodboldsspiller.